# Andrej Kachnič
Andrej Kachnič (8. ledna 1854, Brezno, Rakouské císařství – 1. října 1937, Brezno, Československo) byl slovenský[zdroj?] spisovatel a pedagog.
V letech 1860–1866 navštěvoval Kachnič lidovou školu v Brezně, později studoval na slovenském gymnáziu v Revúce (v letech 1866–1870) a německém gymnáziu v Kežmarku (1870–1871). Ve studiu dále pokračoval na učitelské přípravce v Lučenci (1871–1875).
Od roku 1874 působil jako učitel v Dačově Lomu, Kalinově-Hrabovce, v Brezně (1876–1902), v Budapešti-Erszébetfalve (1902–1914), Zvolenské Slatine (1914–1919) a na měšťanské škole v Brezně (1919–1933).
Kachnič byl autorem vlastenecky laděné, náboženské a sentimentální lyriky a překladů. Publikoval zejména v náboženském tisku, v Hronovských novinách a v Slovenskom ľudu.

## Dílo
- Fialky, Zvolen rok 1928
- Vzdychy a dumy, Brezno rok 1938